# Diaphorus millardi
Diaphorus millardi är en tvåvingeart som beskrevs av Henk J.G. Meuffels och Patrick Grootaert 1999. Diaphorus millardi ingår i släktet Diaphorus och familjen styltflugor. Inga underarter finns listade i Catalogue of Life.